# Lommedalen

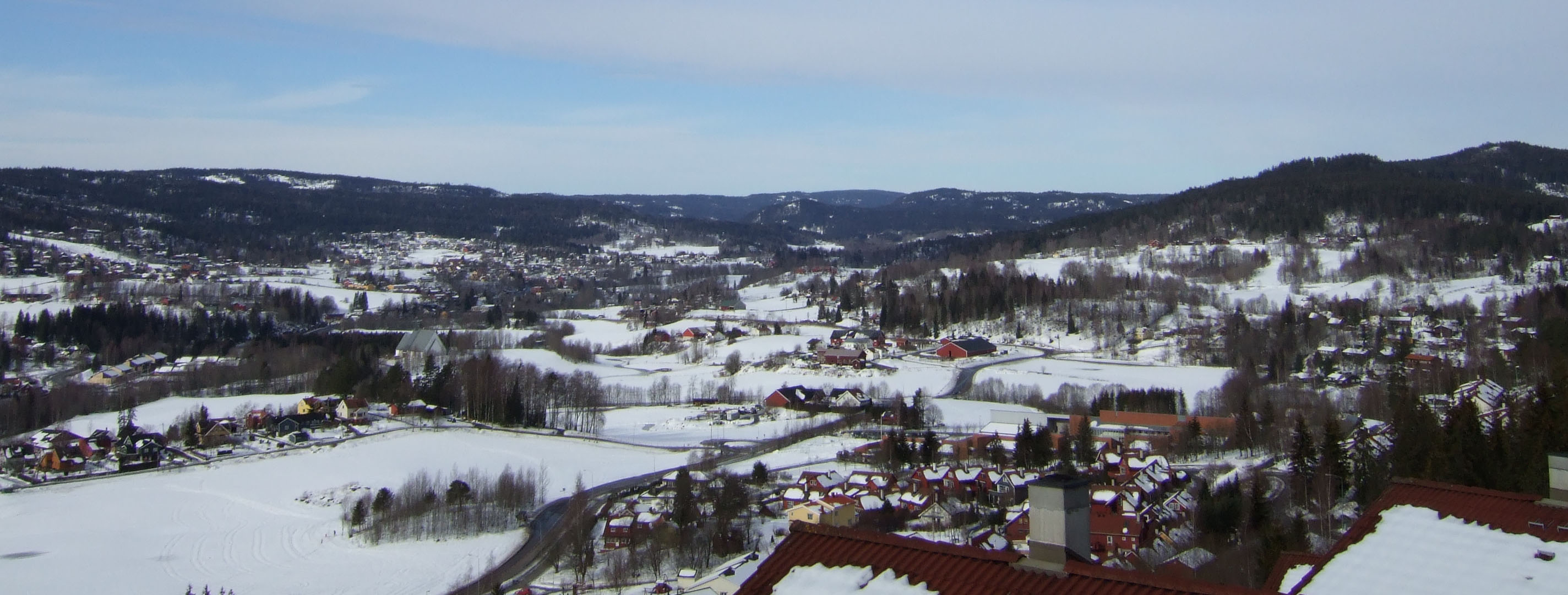
Panorama Lommedalen

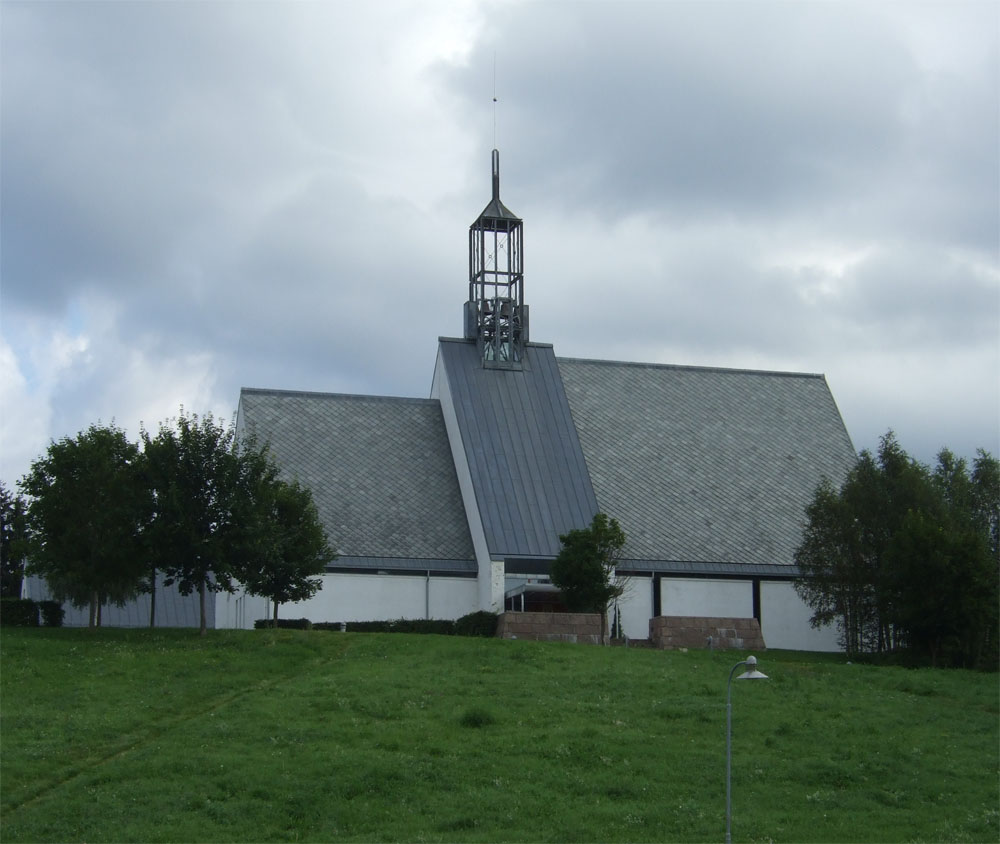
Kościół w Lommedalen

Lommedalen – wiejska osada położona w pobliżu Bærum w okręgu Akershus w południowej części Norwegii, ok. 20 kilometrów na zachód od Oslo. Nazwa osady pochodzi od rzeki Lomma. Liczba mieszkańców wynosi ok. 3000.
W Lommedalen dorastał (urodzony w 1990 roku) jeden z najbardziej utalentowanych szachistów w historii, Magnus Carlsen. Rozgrywa się tu także część akcji powieści Palec Kasandry autorstwa Gerta Godenga.